# Bârsana
Bârsana es una comuna ubicada en el distrito de Maramureș, Rumania.

## Superficie
Cuenta con una superficie de 73,14 kilómetros cuadrados.

## Demografía
Hasta 2021 la población era de 4122 habitantes, con una densidad de población de 56,36 habitantes por kilómetro cuadrado.